# Lei (rivière)
Pour les articles homonymes, voir Lei.
Le Lei est une rivière néerlandaise dans la province du Brabant-Septentrional.

## Cours
La rivière prend sa source près du hameau de Nijhoven dans l'est de la commune de Baarle-Nassau. Elle coule vers le nord-est jusqu'à Riel, puis vers le nord jusqu'à Tilburg où, de son confluent avec le Grote Lei, naît la Donge qui rejoint l'Amer près de Mont-Sainte-Gertrude.